# Bocuse d'Or

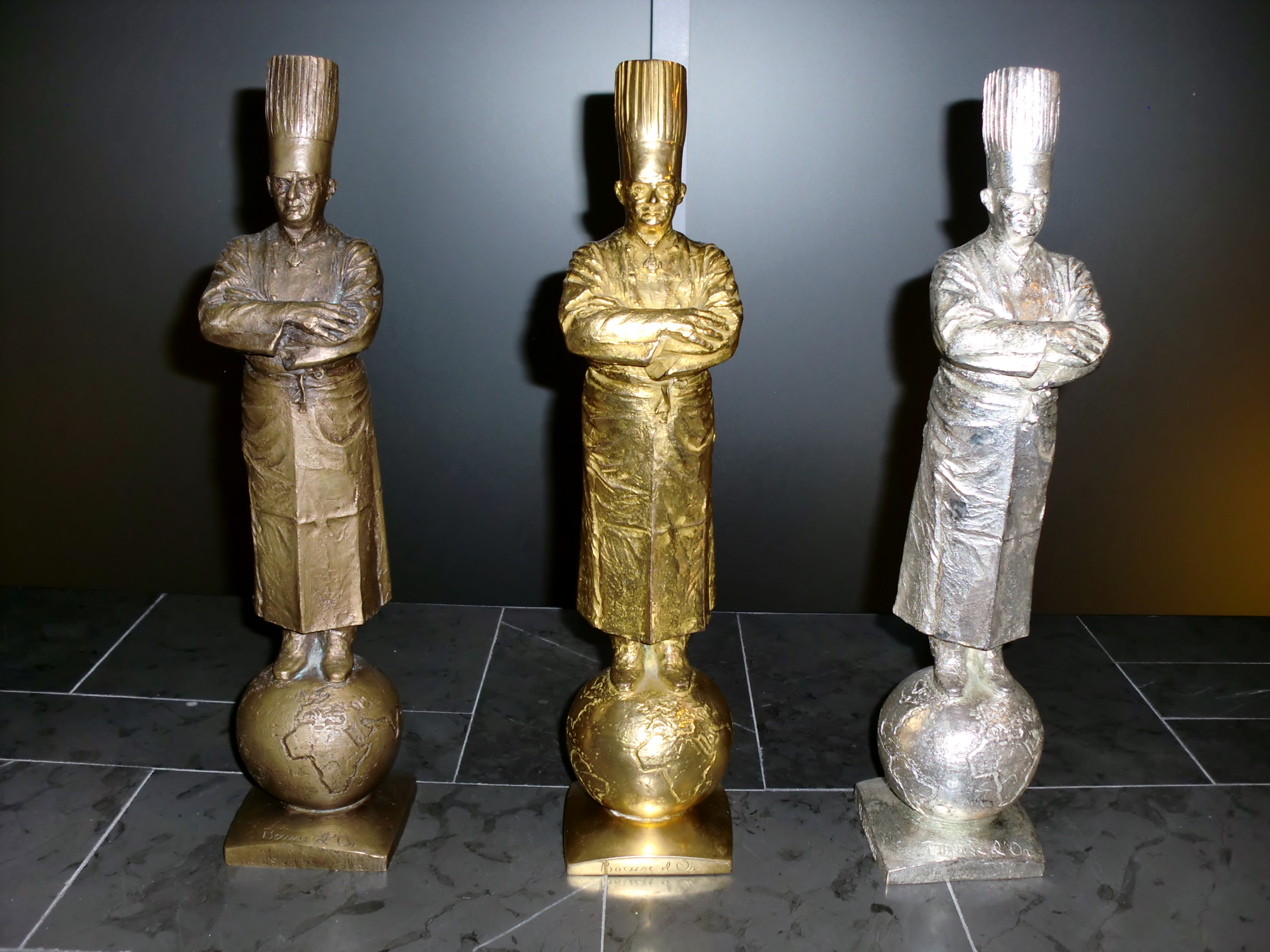
I trofei assegnati

Il Bocuse d'Or (Il Concours mondial de la cuisine, Gara mondiale di cucina) è un campionato mondiale di cucina per cuochi a cadenza biennale che si tiene a Lione e nominato così in onore dello chef Paul Bocuse.
L'evento si tiene a gennaio all'Hotel internazionale SIRHA. È tra le più prestigiose gare al mondo di cucina.

## Albo d'oro

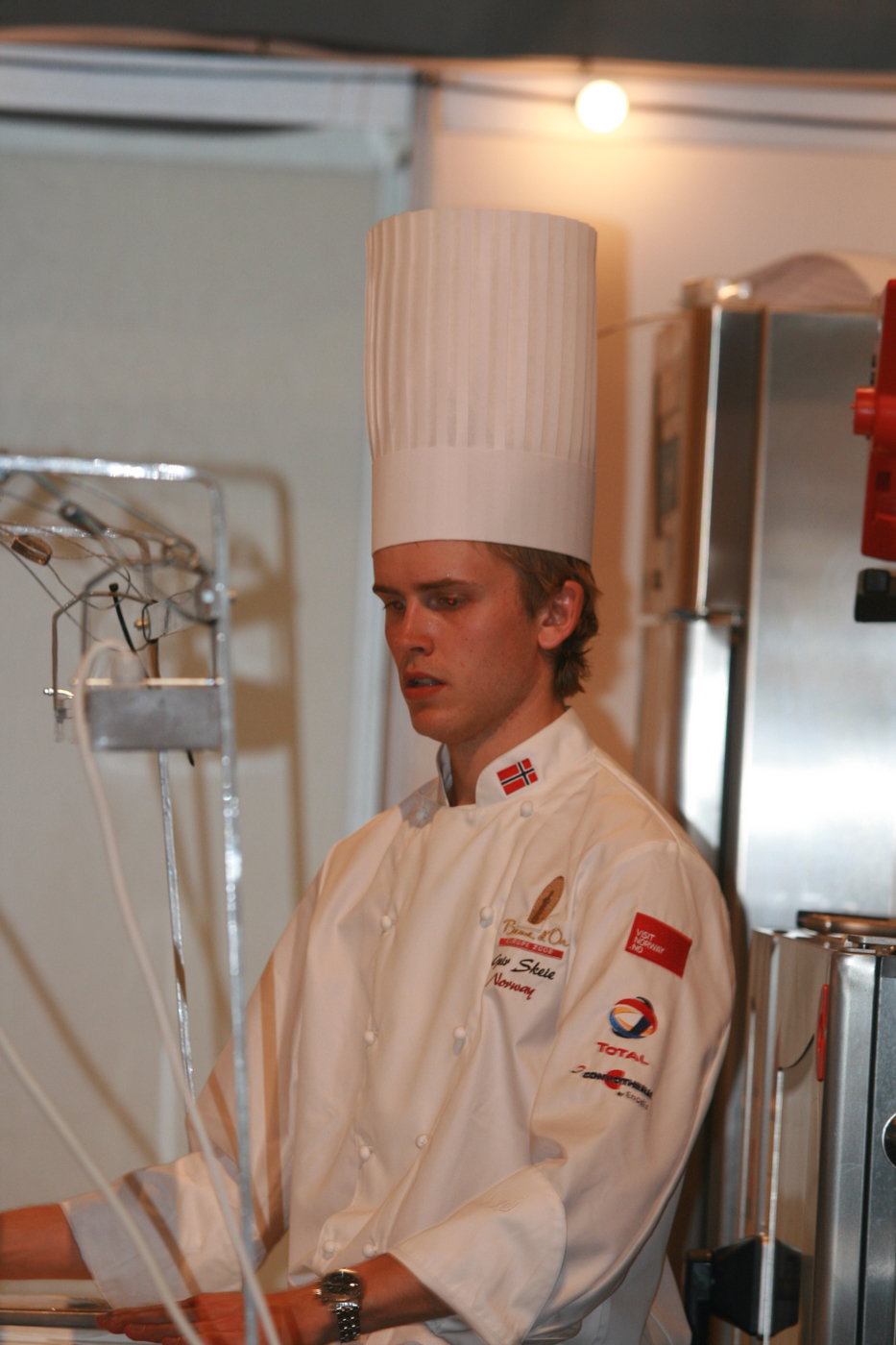
Geir Skeie, Vincitore del Bocuse d'Or Europe 2008 e del Bocuse d'Or 2009

| Anno | Bocuse d'Or          | Bocuse d'argento             | Bocuse di bronzo          |
| ---- | -------------------- | ---------------------------- | ------------------------- |
| 1987 | Jacky Freon          | Michel Addons                | Hans Haas                 |
| 1989 | Léa Linster          | Pierre Paulus                | William Wai               |
| 1991 | Michel Roth          | Lars Erik Underthun          | Gert Jan Raven            |
| 1993 | Bent Stiansen        | Jens Peter Kolbeck           | Guy Van Cauteren          |
| 1995 | Régis Marcon         | Melker Andersson             | Patrick Jaros             |
| 1997 | Matthias Dahlgren    | Roland Debuyst               | Odd Ivar Solvold          |
| 1999 | Terje Ness           | Yannick Alleno               | Ferdy Debecker            |
| 2001 | François Adamski     | Henrik Norström              | Hákon Már Örvarsson       |
| 2003 | Charles Tjessem      | Frank Putelat                | Claus Weitbrecht          |
| 2005 | Serge Vieira         | Tom Victor Gausdal           | Rasmus Kofoed             |
| 2007 | Fabrice Desvignes    | Rasmus Kofoed                | Frank Giovannini          |
| 2009 | Geir Skeie           | Jonas Lundgren               | Philippe Mille            |
| 2011 | Rasmus Kofoed        | Tommy Myllymäki              | Gunnar Hvarnes            |
| 2013 | Thibaut Ruggeri      | Jeppe Foldager               | Noriyuki Hamada           |
| 2015 | Ørjan Johannessen    | Philip Tessier               | Tommy Myllymäki           |
| 2017 | Mathew Peters        | Christopher William Davidsen | Viktor Örn Andrésson      |
| 2019 | Kenneth Toft-Hansen  | Sebastian Gibrand            | Christian André Pettersen |
| 2021 | Francia (bandiera)   | Danimarca (bandiera)         | Norvegia (bandiera)       |
| 2023 | Danimarca (bandiera) | Svezia (bandiera)            | Norvegia (bandiera)       |

## Medagliere
| Posizione | Nazione     | Bocuse d'Or | Bocuse d'argento | Bocuse di bronzo | Totale |
| --------- | ----------- | ----------- | ---------------- | ---------------- | ------ |
| 1         | Francia     | 8           | 2                | 1                | 11     |
| 2         | Norvegia    | 5           | 3                | 4                | 12     |
| 3         | Danimarca   | 2           | 4                | 1                | 7      |
| 4         | Svezia      | 1           | 5                | 1                | 7      |
| 5         | Stati Uniti | 1           | 1                | 0                | 2      |
| 6         | Lussemburgo | 1           | 0                | 0                | 1      |
| 7         | Belgio      | 0           | 3                | 3                | 6      |
| 8         | Germania    | 0           | 0                | 3                | 3      |
| 9         | Islanda     | 0           | 0                | 2                | 2      |
| 10        | Giappone    | 0           | 0                | 1                | 1      |
| 11        | Singapore   | 0           | 0                | 1                | 1      |
| 12        | Svizzera    | 0           | 0                | 1                | 1      |